# Microrregión de Londrina
La Microrregión de Londrina era una microrregión del estado brasileño de Paraná. Su población fue estimada en 2007 por el IBGE en 700.203 habitantes y estaba dividida en cinco municipios. Poseía un área total de 3.377,994 km².
En 2017 el IBGE disolvió las mesorregiones y microrregiones, creando un nuevo marco regional brasileño con nuevas divisiones geográficas denominadas, respectivamente, regiones geográficas intermedias e inmediatas. 

## Municipios
| Municipio | Legislación | Área (km²) | Población (2007) | PIB en R$ (2005) |
| --------- | ----------- | ---------- | ---------------- | ---------------- |
| Cambé     | LCE 81/1998 | 494,692    | 92.888           | 1.016.815.234    |
| Ibiporã   | LCE 81/1998 | 300,187    | 45.158           | 367.374.614      |
| Londrina  | LCE 81/1998 | 1.650,809  | 497.833          | 6.217.351.172    |
| Rolândia  | LCE 81/1998 | 460,153    | 53.437           | 669.174.260      |
| Tamarana  | LCE 81/1998 | 472,153    | 10.887           | 70.034.006       |
| TOTAL     |             | 3.377,994  | 700.203          | 8.340.749.286    |